# Robert Wells (Songwriter)
Robert Wells (* 15. Oktober 1922 in Raymond, Washington; † 23. September 1998 in Santa Monica, Kalifornien; geboren als Robert Levinson) war ein US-amerikanischer Songwriter, Komponist, Drehbuchautor und Fernsehproduzent.

## Leben und Wirken
Robert Wells wurde in eine jüdische Familie in Raymond (Washington) hineingeboren. Er besuchte ein College und anschließend die University of Southern California, wo er Kurse in Drama und Rede belegte. Während des Zweiten Weltkriegs diente er in den United States Army Air Forces. Vor und nach dem Krieg arbeitete er als Drehbuchautor und Lyriker für Fernsehen und Radio.
Von 1945 bis 1949 arbeitete er intensiv mit Mel Tormé zusammen. Unter ihren zahlreichen Hits waren Born to Be Blue und A Stranger Called the Blues. Für den Film So Dear to My Heart schrieben die beiden den Song Country Fair, der allerdings nicht für den Oscar nominiert wurde. Die Jury nominierte aus dem gleichen Film den Titel Lavender Blue von Eliot Daniel und Larry Morey. Ihr bekanntestes gemeinsam geschriebenes Lied ist The Christmas Song, eines der am häufigsten gespielten Weihnachtslieder der Welt.
1949 trennten sich die Wege der beiden. Wells arbeitete weiterhin für Film und Fernsehen. Er komponierte und textete unter anderem für Duke Ellington, Cy Coleman und Henry Mancini. Viele seiner Lieder schrieb er für Filme von Blake Edwards, so unter anderem für Ein Schuß im Dunkeln. Außerdem schrieb er Songs für Filme wie Verdammt in alle Ewigkeit (1953), Die lockende Venus (1954) und Blut an meinen Händen (1956).
Mit Mancini war er bei der Oscarverleihung 1980 für den Preis in der Kategorie Bester Song nominiert. Der Titel Song from 10 (It’s Easy To Say) stammte aus dem Film Zehn – Die Traumfrau von Blake Edwards. Der Oscar ging jedoch an Norman Gimbel und David Shire für It Goes Like It Goes.
Im Fernsehen schrieb er für die The Dinah Shore Chevy Show, die er außerdem produzierte. Daneben schrieb er einige Varieté-Stücke für Fernsehsendungen, 1963 schrieb er den Titelsong für The Patty Duke Show. In seiner langjährigen Karriere gewann er insgesamt sechs Emmys, zwei für seine Arbeit an einem Special für Shirley MacLaine und vier weitere für The Dinah Shore Chevy Show.

## Privatleben
Von 1949 bis zu ihrem Tod 1990 war er mit der Broadway-Darstellerin Lisa Kirk verheiratet. Später heiratete er seine zweite Frau Marilyn Jackson.